# 大和新庄站
大和新庄站（日语：／ Yamato-Shinjō eki */?）是位於奈良縣葛城市北花内676番1號，西日本旅客鐵道（JR西日本）的和歌山線車站。

## 歷史
- 1896年（明治29年）5月10日 - 南和鐵道（日语：南和鉄道）高田站至葛站（現時：吉野口站）之間開通，新庄站啟用[1]。
- 1904年（明治37年）12月9日 - 南和鐵道路線由關西鐵道繼承，成為關西鐵道車站[1]。
- 1907年（明治40年）10月1日 - 關西鐵道被國有化（日语：鉄道国有法），成為帝國鐵道廳車站[1]。
- 1909年（明治42年）10月12日 - 制定路線名稱，成為和歌山線車站[1]。
- 1915年（大正4年）9月11日 - 車站改名為大和新庄站。
- 1984年（昭和59年）10月20日 - 成為無人車站。
- 1987年（昭和62年）4月1日 - 伴隨國鐵分割民營化，車站由西日本旅客鐵道（JR西日本）營運[1][2]。
- 2018年（平成30年）3月17日 - 車站開始可以使用IC卡「ICOCA」[3]。

## 車站構造
車站是一座地面車站，設有1面1線的單式月台。五條方向的列車會開啟右邊車門。高田方向和五條方向的列車停靠在同一月台上。此站設有小型車站大樓和廁所。曾經此站設有2面2線的相對式月台。車站大樓對面的路軌和月台已經撤走。
此站是由王寺鐵道部管理的無人車站。此站設有直立型自動售票機和供IC卡「ICOCA」與共互相使用的IC卡使用的簡易閘機。

## 使用狀況
根據「奈良縣統計年鑑」，以下為1日平均乘車人次：
| 年度   | 1日平均 乘車人次 |
| ------ | ---------------- |
| 2005年 | 408              |
| 2006年 | 384              |
| 2007年 | 372              |
| 2008年 | 366              |
| 2009年 | 355              |
| 2010年 | 361              |
| 2011年 | 370              |
| 2012年 | 367              |

## 車站周邊
- 國道24號
- 近鐵新庄站 - 步行15分鐘內

## 巴士路線
葛城市迷你巴士　笛堂、薑路線
- IkiIki中心前、新庄廳舍前方向
  - 每日3班。星期六、日及年尾年頭暫停服務。免費乘坐。

## 相鄰車站
西日本旅客鐵道（JR西日本）
 和歌山線
■快速（直通至大和路線）、■普通
高田－大和新庄－御所

## 注腳
1. 1 2 3 4 5 6  曾根悟（監修）. 朝日新聞出版分冊百科編集部（編集） , 编. . 週刊朝日百科. 42号 阪和線・和歌山線・桜井線・湖西線・関西空港線. 朝日新聞出版. 2010-05-16: 20–21 （日语）.
2. ↑  『交通年鑑 昭和63年版』 交通協力會，1988年3月。
3. ↑   (新闻稿). 西日本旅客鉄道. 2018-01-22  [2018-08-04]. （原始内容存档于2020-10-30） （日语）.

## 外部連結
- 大和新庄｜車站資訊：JR出門網 - 西日本旅客鐵道（日語）